# Narrativa esclavista
La narrativa esclavista o narrativa de la esclavitud es una forma literaria que surgió como resultado de la experiencia de algunos esclavos africanos en Estados Unidos, hacia el siglo XVIII y que tuvo su auge en el siglo XIX. Se estima que más que 6.000 narrativas de esclavos de Norteamérica y el Caribe dieron cuenta de sus vidas durante la época colonial americana y después de haberse proclamado la Guerra de Independencia estadounidense. De todos ellos, cerca de 150 se publicaron en libros o panfletos separados. También existen narrativas esclavistas del norte de África, que fueron escritas por blancos americanos y europeos capturados y esclavizados en aquella región.

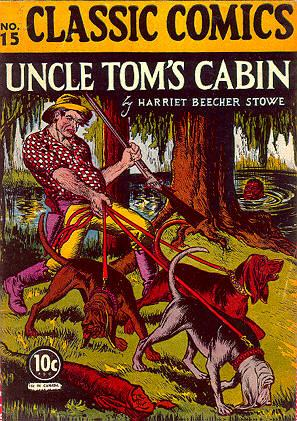
Comic basado en La Cabaña del Tío Tom

## Narrativas esclavistas norteamericanas y caribeñas
Las narrativas esclavistas fueron producidas por primera vez en Inglaterra en el siglo XVIII, pero pronto se convirtieron en la base de la literatura afroamericana. Durante la primera mitad del siglo XIX, la controversia sobre la esclavitud en los Estados Unidos llevó a la aparición de literatura en ambos extremos del asunto. Libros como el popular La cabaña del tío Tom (1852) representaron la visión abolicionista de los males de la esclavitud, mientras que las llamadas novelas anti-Tom, escritas por blancos y escritores sureños como William Gilmore Simms, supusieron el prototipo en defensa del sistema esclavista.
Para hacer presente la realidad de la esclavitud, un cierto número de esclavos tales como Harriet Jacobs y Frederick Douglass publicaron relatos autobiográficos de su situación. 
Las narrativas esclavistas norteamericanas y caribeñas pueden ser categorizadas en tres formas o estilos diferentes: relatos de redención religiosa, relatos para inspirar la lucha abolicionista, y relatos o cuentos de progreso. Los segundos son los más famosos porque tienden a incluir un fuerte motivo autobiográfico, como en el trabajo de Frederick Douglass o Incidents in the Life of a Slave Girl (Incidentes en la vida de una chica esclava) de Harriet Jacobs (1861).

### Relatos de Redención religiosa
Desde la década de 1770 hasta la de 1820 las narrativas esclavistas, por lo general, dieron cuenta de un posible viaje místico que conllevaba a la redención cristiana. Sus autores frecuentemente se caracterizaban como africanos más que como esclavos. Estos primeros ejemplos surgieron en el Reino Unido e incluyen:
- A Narrative of the Most remarkable Particulars in the Life of James Albert Ukawsaw Gronniosaw, an African Prince, Bath (1772) --Una narrativa de los particulares más remarcables en la vida de James Albert Ukasaw Gronniosaw, un príncipe africano, Bath 1772.

- The Interesting Narrative and the life of Olaudah Equiano or Gustavus Vassa, the African, Londres (1789) --La Interesante narrativa y la vida de Olaudah Equiano o Gustavus Vassa, el africano.

- A Narrative of the Life and Adventures of Venture, a native of Africa: But resident Above Sixty Years in the United State of America, by Venture Smith. Nuevo Londres (1798)-- Una narrativa de la vida y aventuras de Venture, un nativo de África: Pero residente cerca de sesenta años en los Estados Unidos de América, por Venture Smith.

### Relatos que inspiran la lucha abolicionista
A mediados de la década de 1820, el género se inclinó más hacia la autobiografía como método para generar entusiasmo por la causa abolicionista. Eran más literarios en la forma y, a menudo, introducían un diálogo ficticio. Entre 1835 y 1865, cerca de 80 de esas narrativas fueron publicadas. Sus características más notables incluían: ventas de esclavos, la ruptura de familias y, frecuentemente, dos anécdotas de escape, una de las cuales resultaba exitosa.
Los trabajos más destacados son:
- A Narrative of Frederick Douglass, An American Slave, Written by Himself-- Una Narrativa de Frederick Douglass, un esclavo estadounidense, escrita por él mismo.
- Incidents in the Life of a Slave Girl (Incidentes en la Vida de una Joven Esclava), de Harriet Jacobs.

### Relatos de Progreso
Tras la victoria de la causa abolicionista en el sur confederado estadounidense, las narrativas perdieron su urgencia y se tornaron menos interesadas en convenir los males de la esclavitud. A veces, incluso daban cuenta sentimental de la vida en la plantación y solían acabar con el narrador ajustándose a su nueva vida en libertad. En esto, el énfasis apuntaba más al progreso personal que a la causa liberal.

### Narrativas esclavistas APT
Durante la Gran Depresión, el Nuevo Pacto de Administración de Proyectos y Trabajos convocó a escritores desempleados e investigadores del Proyecto Federal del Escritor a entrevistar y documentar las historias de afroamericanos sobrevivientes que habían formado parte del sistema de esclavitud nacional hasta la Decimotercera Enmienda a la Constitución de los Estados Unidos. Producidas entre 1936 y 1938, las narrativas reunían las experiencias de más de 2300 de los últimos esclavos.

### Raíces: la revolución esclavista
En 1976, sale a la venta "Raíces", de Alex Haley. El libro produjo una verdadera conmoción en Estados Unidos, despertando de pronto a un pueblo y haciéndole ver que estaban viviendo en un lugar levantado a fuerza del cansancio de los negros y el látigo de los blancos. Cuenta la historia de Kunta Kinte, africano nativo de Gambia, de cómo fue secuestrado, llevado en un barco negrero hasta Maryland, y transformado en esclavo, para seguir posteriormente con la historia de las generaciones que le siguieron hasta llegar al propio autor del libro. Raíces sentaría una piedra fundamental moderna en las relaciones socioculturales entre negros y blancos, y su integración (aún no del todo fusionada) como ciudadanos estadounidenses.

## Narrativas esclavistas norteafricanas
En comparación con las narrativas esclavistas norteamericanas y caribeñas, las del norte de África fueron escritas por blancos europeos y americanos capturados y esclavizados en esa región del continente, precisamente hacia los siglos XVIII y comienzos del XIX.  
Su forma era distinta, ya que subrayaban el salvajismo de sus amos islámicos, mientras que las afroamericanas apelaban a sus propietarios cristianos y a buscar la mediación del sufrimiento por la fe.